# Tiro ai Giochi della I Olimpiade - Carabina libera
Il torneo di carabina libera dei Giochi della I Olimpiade fu uno dei cinque eventi sportivi, riguardanti il tiro a segno dei primi Giochi olimpici moderni, tenutosi ad Atene, l'11 e 12 aprile 1896.
Hanno partecipato alla competizione 20 atleti provenienti da tre nazioni. La gara, che si svolse nel poligono di Kallithea, era riservata ai soli atleti maschi, come tutte le competizioni dell'Olimpiade di Atene 1896.
Ogni partecipante sparava metà dei suoi colpi il primo giorno e la metà il secondo, per un totale di 40 colpi, divisi in quattro sequenze di dieci spari; la distanza era fissata a 300 m. Il greco Geōrgios Orfanidīs, figlio di un professore universitario, conquistò la medaglia d'oro.

## Risultati
| Piazz. | Tiratore               | Punteggio   | Colpiti     | 1           | 2           | 3           | 4           |
| ------ | ---------------------- | ----------- | ----------- | ----------- | ----------- | ----------- | ----------- |
|        | Geōrgios Orfanidīs     | 1.583       | 37          | 328         | 520         | 420         | 315         |
|        | Iōannīs Fragkoudīs     | 1.312       | 31          | 470         | 192         | 440         | 210         |
|        | Viggo Jensen           | 1.305       | 31          | 392         | 423         | 280         | 210         |
| 4      | Anastasios Metaxas     | 1.102       | Sconosciuto | Sconosciuto | Sconosciuto | Sconosciuto | Sconosciuto |
| 5      | Pantelīs Karasevdas    | 1.039       | Sconosciuto | Sconosciuto | Sconosciuto | Sconosciuto | Sconosciuto |
| 6-18   | Antelothanasis         | Sconosciuto | Sconosciuto | Sconosciuto | Sconosciuto | Sconosciuto | Sconosciuto |
| 6-18   | Georgios Diamantis     | Sconosciuto | Sconosciuto | Sconosciuto | Sconosciuto | Sconosciuto | Sconosciuto |
| 6-18   | Alexios Fetsios        | Sconosciuto | Sconosciuto | Sconosciuto | Sconosciuto | Sconosciuto | Sconosciuto |
| 6-18   | Karakatsanis           | Sconosciuto | Sconosciuto | Sconosciuto | Sconosciuto | Sconosciuto | Sconosciuto |
| 6-18   | Khatzidakis            | Sconosciuto | Sconosciuto | Sconosciuto | Sconosciuto | Sconosciuto | Sconosciuto |
| 6-18   | Nikolaos Levidis       | Sconosciuto | Sconosciuto | Sconosciuto | Sconosciuto | Sconosciuto | Sconosciuto |
| 6-18   | Sidney Merlin          | Sconosciuto | Sconosciuto | Sconosciuto | Sconosciuto | Sconosciuto | Sconosciuto |
| 6-18   | Zīnōn Michaīlidīs      | Sconosciuto | Sconosciuto | Sconosciuto | Sconosciuto | Sconosciuto | Sconosciuto |
| 6-18   | Moustakopoulos         | Sconosciuto | Sconosciuto | Sconosciuto | Sconosciuto | Sconosciuto | Sconosciuto |
| 6-18   | Pavlos Pavlidīs        | Sconosciuto | Sconosciuto | Sconosciuto | Sconosciuto | Sconosciuto | Sconosciuto |
| 6-18   | Alexandros Theofilakīs | Sconosciuto | Sconosciuto | Sconosciuto | Sconosciuto | Sconosciuto | Sconosciuto |
| 6-18   | Iōannīs Theofilakīs    | Sconosciuto | Sconosciuto | Sconosciuto | Sconosciuto | Sconosciuto | Sconosciuto |
| 6-18   | Nikolaos Trikoupīs     | Sconosciuto | Sconosciuto | Sconosciuto | Sconosciuto | Sconosciuto | Sconosciuto |
| –      | Leōnidas Langgakis     | Ritirato    | Ritirato    | Ritirato    | Ritirato    | Ritirato    | Ritirato    |
| –      | Ioannis Vourakis       | Ritirato    | Ritirato    | Ritirato    | Ritirato    | Ritirato    | Ritirato    |